# Православие в Казахстане
Православие в Казахстане как одно из направлений христианства и религиозная конфессия в современной республике Казахстан охватывает приблизительно 20% населения, при этом данные о степени воцерковлености и посещаемости храмов этой группы населения требуют уточнения. С православием традиционно идентифицируют себя русские, украинцы, белорусы и в меньшей степени другие граждане республики, преимущественно русскоязычные.

## История
Православие (в его русской традиции) появляется на территории Казахстана в ходе русского освоения Сибири и Дальнего Востока на севере современного Казахстана, хотя первые формы христианства несторианского толка проникли на территорию Средней Азии и Южного Казахстана вдоль великого шёлкового пути с юго-востока в IV—V веках и сохраняли доминирующее положение в регионе до VII—VIII веков, когда арабское завоевание принесло с собой ислам в междуречье Амударьи и Сырдарьи. 
В 1871 году была основана Алма-Атинская и Семипалатинская епархия с центром в городе Верный. В 1890 году в Перовске начато строительство храма иконы Божией Матери , в 1891 году в Уральске был заложен храм Христа Спасителя, а в 1903 году положено начало  Софийского кафедрального собора города Верный. В 1914 году учреждена Петропавловская и Булаевская епархия.
Еще в XIX веке для проповеди православия на землях северного Казахстана была основана Киргизская духовная миссия (в царской России казахов называли киргизами или киргиз-кайсаками), которая просуществовала до 1917 года, будучи закрыта в плане всеобщей борьбы коммунистического правительства с религией.

## Современность
С начала 1990-х годов наблюдается возрождение православных традиций в Казахстане, хотя параллельно происходит упадок общей числа и доли их в населении из-за массовой эмиграции русскоязычных в постсоветский период. В 1991 году учреждена Алма-Атинская духовная семинария.
7 мая 2003 года 3 епархии Русской православной церкви были организованы в Казахстанский митрополичий округ. 6 октября 2010 года на территории Казахстана образованы 3 новые епархии. В 2006 году в столице страны Астане был открыт Успенский собор, а в Усть-Каменогорске в тот год был открыт Андреевский собор.